# Martin Bogdan
Martin Bogdan (? - 11. prosinca 1647.) bio je zagrebački biskup, 59. po redu.
Rođen je u Nartu Savskom pokraj Dugog Sela od vrlo siromašnih roditelja. Godine 1616. bio je rektor Hrvatskog zavoda u Bologni, 1623. godine postao je upravitelj Zagrebačkog sjemeništa, gdje se zadržao do 1626., kada je imenovan čazmanskim arhiđakonom.
Godine 1643. naslijedio je Benedikta Vinkovića na mjestu zagrebačkog biskupa, gdje je ostao do svoje smrti 1647. godine.
| Titule u Katoličkoj Crkvi    | Titule u Katoličkoj Crkvi      | Titule u Katoličkoj Crkvi |
| ---------------------------- | ------------------------------ | ------------------------- |
| prethodnik Benedikt Vinković | zagrebački biskup 1643. – 1647 | nasljednik Petar Petretić |